# 16998 Estelleweber
16998 Estelleweber è un asteroide della fascia principale. Scoperto nel 1999, presenta un'orbita caratterizzata da un semiasse maggiore pari a 2,2588471 UA e da un'eccentricità di 0,0454211, inclinata di 5,49929° rispetto all'eclittica.